# Roller in line hockey aux Jeux mondiaux
 (novembre 2014).
Le roller in line hockey est présent aux jeux mondiaux depuis les jeux de 2005.

## Palmarès
| Année | Médaille d'or, monde | Médaille d'argent, monde | Médaille de bronze, monde | Site                  |
| ----- | -------------------- | ------------------------ | ------------------------- | --------------------- |
| 2005  | États-Unis           | Canada                   | Suisse                    | Duisbourg (Allemagne) |
| 2009  | États-Unis           | France                   | République tchèque        | Kaohsiung (Taïwan)    |